# Элко-Айленд (аэропорт)
Аэропорт Элко-Айленд (англ. Elcho Island Airport) — небольшой региональный аэропорт, расположенный на острове Элко, Северная территория, Австралия.